# 南桑
南桑，或按掸语译为南站，是缅甸掸邦南桑县南桑镇区下辖的一个镇，也是南桑镇区的行政中心。它是缅甸掸邦中东部最大的定居点，2019年人口为26,060人。大多数居民居住在该镇西北部的第4保。

## 教育
该区域有南站明华学校、南站明光学校和南站文华佛经学校等华文学校。